# Sir Roger Casement
Sir Roger Casement ist ein in Schwarz-Weiß produzierter Film über den Kampf des irischen Nationalisten Roger Casement um die Unabhängigkeit Irlands während des Ersten Weltkrieges. Der Fernsehfilm wurde vom ZDF 1968 als Zweiteiler produziert. Die Erstausstrahlung erfolgte am 26. und 27. September 1968.

## Handlung
Der britische Diplomat irischer Herkunft Roger Casement bemüht sich während des Ersten Weltkrieges um deutsche Waffenhilfe für die Unabhängigkeit Irlands. Die Verhandlungen gestalten sich zäh und es gelingt ihm nicht, in Deutschland eine Freiwilligenbrigade aus irischen Kriegsgefangenen zu bilden.
Doch im Frühjahr 1916 organisiert der deutsche Marinenachrichtendienst unter Kapitän zur See Isendahl einen Waffentransport an die irische Westküste. Auf der getarnt unter norwegischer Flagge fahrenden Libau alias Aud werden von Kiel aus 20.000 Gewehre für den Osteraufstand transportiert, während Casement von Helgoland aus mit U 19 getrennt zum Landungsort der Waffen verbracht wird. Doch die Libau und das U-Boot verpassen sich am Zielort und Casement wird mit seinem Begleiter Monteith in einem Dingi an Land gesetzt. Die beiden Revolutionäre werden umgehend von der Royal Ulster Constabulary verhaftet, die Libau von der Royal Navy aufgebracht. Casement wird nach London verbracht und nach einem Prozess wegen Hochverrats hingerichtet.

## Hintergrund
Roger Casement war an der Aufdeckung der Gräueltaten der belgischen Kolonialherrschaft in Belgisch-Kongo entscheidend beteiligt und ergriff später für die irischen Nationalisten und ihre Unabhängigkeitsbestrebungen Partei. Seiner Hinrichtung wegen Hochverrats im Jahr 1916 ging eine rufzerstörende Kampagne zu seiner angeblichen Homosexualität voraus. Führende Politiker sahen daraufhin von Gnadengesuchen für Casement ab.

## Schauspieler und Rollen
| Schauspieler     | Rolle       |
| ---------------- | ----------- |
| Horst Beck       | Stack       |
| Thomas Braut     | Christensen |
| Hans Daniel      | Hall        |
| Dieter Eppler    | Weisbach    |
| Rudolf Fenner    | Hobson      |
| Dieter Groest    | Von Papen   |
| Hans W. Hamacher | Redmond     |
| Fritz Haneke     | MacNeill    |
| Karl-Heinz Hess  | Monteith    |
| Kurt Hübner      | Devoy       |
| Richard Lauffen  | Findley     |
| Hans Paetsch     | Grey        |
| Kurd Pieritz     | Nadolny     |

| Schauspieler       | Rolle              |
| ------------------ | ------------------ |
| Otto Preuss        | Isendahl           |
| Hans Putz          | Doyle              |
| Hans Schellbach    | Connolly           |
| Kurt Schmitt-Mainz | Spindler           |
| Friedrich Schütter | Thomson            |
| Jochen Sehrndt     | Baily              |
| Manfred Steffen    | Dr. Shanahan       |
| Hans Timmermann    | McGarrity          |
| Almuth Ullerich    | Mary               |
| Fabian Wander      | Pearse             |
| Viktor Warsitz     | Graf Oberndorff    |
| Heinz Weiss        | Sir Roger Casement |